# ویکی‌پدیای سوندایی
ویکی‌پدیای سوندایی نسخهٔ سوندایی‌زبان وب‌گاه ویکی‌پدیا است که تا ۴ دسامبر ۲۰۱۰ دارای ۱۴٫۷۰۰ نوشتار به این زبان بود.
این دانشنامه تا ۱۹ اوت ۲۰۱۱ با بیش از ۱۴٬۹۰۰ مقاله در رتبه نودوسوم ویکی‌پدیاها قرار دارد.